# Gonzalo Fernández-Castaño
Gonzalo Fernández-Castaño (Madrid, 13 de octubre de 1980) es un golfista español.

## Biografía
Tras terminar sus estudios universitarios de Administración y Dirección de Empresas, pasó al profesionalismo en el año 2004.
Casado y con cuatro hijos, ha sabido compatibilizar su vida profesional con la familiar. Tras obtener siete triunfos internacionales se trasladó junto con su familia a Florida (Estados Unidos), pero no consiguió los resultados esperados, por lo que en 2019 regresó a Europa. Al año siguiente también regresó su familia desde Miami. Con la pandemia del Covid-19 no consiguió recuperar el nivel que había alcanzado anteriormente.
En 2023 ya retirado del golf, está pensando en dedicarse a tamas de formación, eventos o de comunicación.

## Victorias como profesional (8)

### Circuito Europeo (7)
- 2005: The KLM Open
- 2006: BMW Asian Open
- 2007: Telecom Italia Open
- 2008: Quinn Insurance British Masters
- 2011: Barclays Singapore Open
- 2012: BMW Italian Open (2)
- 2013: BMW Masters

### Otras victorias (1)
- 2005: Madrid Federation Championship

## Resultados en los grandes
| Torneo               | 2006 | 2007 | 2008 | 2009 | 2010 | 2011 | 2012 | 2013 | 2014 |
| -------------------- | ---- | ---- | ---- | ---- | ---- | ---- | ---- | ---- | ---- |
| Masters de Augusta   | DNP  | DNP  | DNP  | DNP  | DNP  | DNP  | 61   | T20  | T26  |
| US Open              | DNP  | DNP  | DNP  | CUT  | DNP  | DNP  | CUT  | T10  | CUT  |
| Abierto Británico    | T48  | DNP  | DNP  | T47  | CUT  | DNP  | T54  | T54  | CUT  |
| Campeonato de la PGA | CUT  | DNP  | DNP  | T32  | T33  | DNP  | T62  | CUT  |      |

DNP = No disputó el torneo
CUT = No pasó el corte
T    = Empatado
Fondo amarillo indica puesto entre los 10 primeros (top-10).